# Смирнов Олександр Миколайович
Олександр Миколайович Смирнов (нар. 6 червня 1956, село Дмитрівка Полтавської області) — український діяч, виконувач обов'язків голови Миколаївської обласної ради (2014—2015 рр.).

## Життєпис
У 1979 році закінчив Миколаївський кораблебудівний інститут за фахом суднові холодильні та компресорні машини і установки, здобув кваліфікацію інженера-механіка.
У 1979—1983 роках — інженер-конструктор, майстер, старший майстер Миколаївського суднобудівного заводу імені 61 комунара Миколаївської області. Член КПРС.
У 1983—1986 роках — 1-й секретар Центрального районного комітету ЛКСМУ міста Миколаєва.
У 1986—1989 роках — завідувач організаційного відділу Центрального районного комітету КПУ міста Миколаєва.
У 1989—1991 роках — заступник голови виконавчого комітету Центральної районної ради народних депутатів міста Миколаєва — голова планової комісії виконкому.
У 1991 році закінчив Одеський інститут політології і соціального управління (колишню Одеську Вищу партійну школу при ЦК КПУ) за спеціальністю теорія соціально-політичних відносин. Здобув спеціальність політолога, викладача соціально-політичних дисциплін у вищих та середніх навчальних закладах.
У 1991—2007 роках — підприємець, директор спільного українсько-турецького підприємства «Шарк-Ніка», заступник директора виробничо-комерційної компанії «ТВМ», директор ТОВ «Агропродукт», директор ТОВ «Юг-Сервіс».
У 2008 році закінчив Південну академія Міністерства промислової політики України за спеціальністю економіка і менеджмент, здобув кваліфікація спеціаліста з фінансів.
У 2007—2014 роках — голова постійної комісії Миколаївської обласної ради з питань регіонального розвитку, планування, бюджету, фінансів та інвестицій. Член колегії департаменту фінансів Миколаївської обласної державної адміністрації. Член Партії регіонів.
У 2014—2015 роках — заступник голови Миколаївської обласної ради.
25 листопада 2014 — 16 квітня 2015 року — виконувач обов'язків голови Миколаївської обласної ради.

## Родина
Одружений, має сина та дочку, трьох онуків